# Maksim Maljuzin
Maksim Sjarhejewitsch Maljuzin (belarussisch Максім Сяргеевіч Малюцін, russisch Максим Сергеевич Малютин/Maxim Sergejewitsch Maljutin; * 16. September 1988 in Jaroslawl, Russische SFSR) ist ein belarussischer Eishockeytorwart, der seit 2013 beim HK Schachzjor Salihorsk in der belarussischen Extraliga unter Vertrag steht.

## Karriere
Maljuzin begann seine Karriere als Eishockeyspieler im Nachwuchsbereich des HK Wizebsk, für dessen Profimannschaft er in der Saison 2005/06 sein Debüt in der belarussischen Extraliga gab. Nachdem der Torwart in seinen ersten drei Spielzeiten im Seniorenbereich parallel noch für Wizebsks zweite Mannschaft in der zweiten belarussischen Spielklasse zwischen den Pfosten stand und im Spieljahr Erfahrungen im Kader des HK Dinamo Minsk sammelte, lief er seit der Saison 2009/10 ausschließlich in der Extraliga für den HK Wizebsk auf, mit dem er 2010 belarussischer Meister wurde. Im Sommer 2010 wechselte er zum Klassenrivalen HK Junost Minsk und konnte 2011 auch mit diesem den Meistertitel und zudem den Continental Cup erringen. Nach drei Jahren in der Hauptstadt zog es ihn 2013 zum HK Schachzjor Salihorsk, für den er seither im Tor steht. Nachdem er 2014 für den geringsten Gegentorschnitt der belarussischen Liga ausgezeichnet worden war, wurde er 2015 und 2016 zum besten Torhüter der Liga gewählt. 2015 errang er mit dem Team vom Nordufer des Slutsch seinen dritten Meistertitel.

### International
Für den belarussischen Nachwuchs nahm Maljuzin an der U20-Weltmeisterschaft der Division I 2008 teil, bei der er mit seiner Mannschaft als Sieger der Gruppe B in die Top Division aufstieg. Maljuzin selbst wurde bei einem Gegentorschnitt von 1,51 und einer Fangquote von 94,96 % bei seinen vier Einsätzen zum besten Torhüter der Gruppe B gewählt. Damit lag er in beiden Wertungen hinter dem Slowenen Matevž Grabnar auf Rang zwei.
Mit der Herren-Auswahl nahm er an den Olympischen Winterspielen 2010 in Vancouver teil, kam aber nicht zu einem Einsatz.

## Erfolge und Auszeichnungen
- 2008 Aufstieg in die Top Division bei der U20-Weltmeisterschaft der Division I, Gruppe B
- 2008 Bester Torhüter der U20-Junioren-Weltmeisterschaft der Division I, Gruppe B
- 2010 Belarussischer Meister mit dem HK Wizebsk
- 2011 IIHF-Continental-Cup-Gewinn mit dem HK Junost Minsk
- 2011 Belarussischer Meister mit dem HK Junost Minsk
- 2014 Geringster Gegentorschnitt der Extraliga
- 2015 Belarussischer Meister mit dem HK Schachzjor Salihorsk
- 2015 Bester Torhüter der Extraliga
- 2016 Bester Torhüter der Extraliga